# Bohuslav Pernica

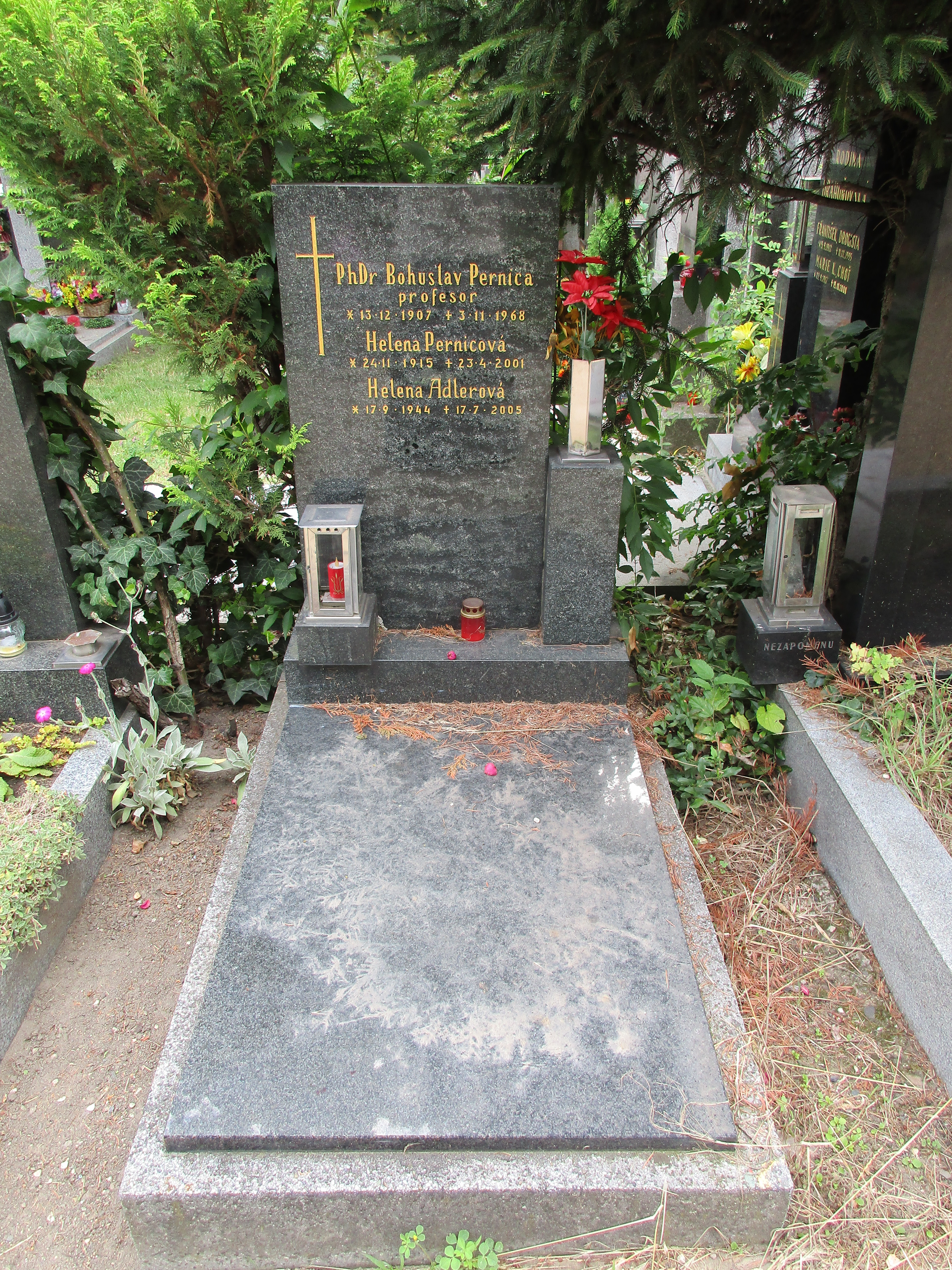
Hrob Bohuslava Pernici na Vršovickém hřbitově

Bohuslav Pernica (13. prosince 1907 Královo Pole – 3. listopadu 1968 Praha) byl moravský učitel, spisovatel, básník, sběratel lidové slovesnosti a redaktor. K jeho nejznámějším dílům patří Rok na moravském Horácku a Rok na moravském Horácku a Podhorácku.

## Život
Narodil se v rodině zámečníka Josefa Pernici a Karoliny rozené Sedláčkové.
Po maturitě na reálném gymnáziu ve Znojmě v roce 1927 absolvoval abiturientský kurz na brněnském učitelském ústavu. Poté učil na různých školách – ve Znojmě, v Šumné, v Šatově a v Kroměříži. V roce 1940 přesídlil do Prahy, kde působil na měšťanských a osmiletých školách.
V letech 1935–1945 byl členem Moravského kola spisovatelů v Brně. Redigoval jihlavskou Kulturní revui; v roce 1940 uspořádal a vydal Deník Jana Kypty, ředitele kůru a učitele v Telči. Je autorem několika knih o českém přírodozpytci a vynálezci hromosvodu, členu premonstrátského řádu, Prokopu Divišovi. Psal také o čarodějnických procesech ve Velkých Losinách (Svatba na šibeničním vrchu, 1949).
Po válce studoval na Filozofické fakultě Masarykovy univerzity v Brně a v roce 1953 obhájil dizertační práci o Boženě Němcové. Později si své pedagogické vzdělání doplnil ještě na Vysoké škole pedagogické v Praze a více než tvůrčí činnosti se věnoval své učitelské profesi na středních školách.

## Dílo

### Beletrie
- Jedenáct básní a próz – Kroměříž: E. Dobrovolný, 1930
- Peklem k ráji – Brno: Joža Jícha, 1931
- V zášeří hor: prózy – Brno: J. Jícha, 1933
- Kamenitá země: prózy – dřevoryty a obálka J. Dobrovolského. Třebechovice pod Orebem: Antonín Dědourek, 1935
- Věruška: několik chvil ze života malého děvčátka – obrázky kreslila Anka Kašíková. Telč: Jaroslav Hončík, 1935
- Znojemský kalendář – [Stanislav Marák, Fráňa Kopeček, Rudolf Bláha, K. Kampf, Bohuslav Pernica, Ladislav Voříšek, Viktor Kadlec], odpovědný redaktor L. Voříšek. Znojmo: Tiskový výbor, 1936
- Zlomená pěst: horský příběh – Lázně Bělohrad: Josef Krbal, 1940
- O prosenickém vodníkovi a jiné veselé příběhy – obálku a sedm obrázků nakreslil Jan Konůpek. Mladá Boleslav: Hejda a Zbroj, 1941
- Zrazený genius: životopisná kronika – Moravská Ostrava; Praha: J. Lukasík, 1943
- Dlouhá louka – s kresbami Anny Kašíkové-Bělíkové. Praha: Česká grafická unie, 1944
- Starý příběh – 1944
- Jedenáct básní a pros – Kroměříž: E. Dobrovolný, 1945
- Moravské příběhy – Mladá Boleslav: Hejda a Zbroj, 1946
- Čaroděj: životopisná románová kronika – Zlín: Tisk, 1947
- Slepá kolej – Praha: B. Stýblo, 1947
- Svatba na Šibeničním vrchu – Havlíčkův Brod: 1949
- Pod znojemskou věží: románová kronika o Prokopu Divišovi – kresby Aloise Moravce. Havlíčkův Brod: Krajské nakladatelství, 1955
- Skřítek z Čertova kola – ilustroval Jiří Veškrna. Praha: SNDK, 1964

### Spisy
- Karel Němec: křísitel středověkého dřevorytu – otisk článku. Jihlava: A. Melichar, 1935

- Prokop Diviš: k 170. výročí smrti faráře, jenž vyrval mrakům blesky – fotografie V. Sach aj. Praha: Státní nakladatelství, 1936
- Západní Morava v hudbě: kulturně historický nástin – Velké Meziříčí: vlastním nákladem, 1938
- Písemnictví na západní Moravě: kulturně historický nástin – Přerov: v. n., 1938
- Na návštěvě u výtvarníka (profesor F. Šindelář) – Znojmo: Západomoravská kulturní revue (ZKR), 1938
- Rok na moravském Horácku – zvukoslovná/zvykoslovná poesie pořadem církevního roku; ilustroval Josef Kapinus. Brno: Občanská tiskárna, 1938
- Vlasta Pittnerová: nástin života a díla s devíti fotografiemi – Znojmo: ZKR; Olomouc: Romuald Promberger, 1938
- Prokop Diviš: kulturně-historický nástin života a dílo – Brno: Občanská tiskárna, 1939
- Výtvarné umění západomoravské: kulturně historický nástin – Jihlava: Novina, 1939
- Rok na Hané – Brno: 1940
- Život P. Prokopa Diviše, českého vynálezce – Olomouc: Velehrad, 1941
- Básník Josef Hora – Praha: Státní nakladatelství, 1946
- Otakar Březina intimní: Anna Pammrová – Mladá Boleslav: Hejda a Zbroj, 1947
- Rok na moravském Horácku a Podhorácku – Havlíčkův Brod: Krajské nakladatelství, 1951
- Božena Němcová a její největší dílo Babička – diplomová práce. Brno: 1951
- Lidový humor: Šprýmy, kratochvíle a žerty z českomoravského Horácka a Podhorácka i odjinud z Čech a Moravy – Havlíčkův Brod, 1952
- Moravské Horácko a Podhorácko v říkadlech, škádlivkách lidových hrách, písních, tancích, lidových vyprávěních, a lidovém umění výtvarném – dizertace; rukopis. Brno: FFMU, 1952
- Říkadla, škádlivky, lidové hry a písně: Moravské Horácko a Podhorácko. 1. díl – ilustrace a obálku nakreslila Alena Ladová; noty a texty kreslil Zdeněk Pokorný. Havlíčkův Brod: 1952
- Vznik, vývoj a periodisace českého písemnictví pro mládež, hlavní zjevy a pedagogické vlivy [rukopis] – dizertace. Brno: FFMU, 1952
- Lidová vyprávění. Moravské Horácko a Podhorácko 3. díl – ilustrace a obálku nakreslila Alena Ladová. Havlíčkův Brod: Krajské nakladatelství, 1954
- Lidové umění výtvarné: Moravské Horácko a Podhorácko. 4. díl – Havlíčkův Brod: Krajské nakladatelství, 1954
- Lidové pohádky, pověsti a příběhy: Moravské Horácko a Podhorácko. 2. díl – ilustrace a obálku nakreslila Alena Ladová. Havlíčkův Brod: Krajské nakladatelství, 1957

### Jiné
- Údery času: básně – Jihlava: Kulturní revue, 1935
- Západomoravská kulturní revue 1937: Časopis pro poesii, beletrii, kritiku a kulturu – připravil k vydání. Znojmo: Č. Pektor, 1937
- Deník Jana Kypty, opsaný synem jeho Bernardem – Jan Kypta; uspořádal. Ilustrace Cyril Bouda. Praha: Topičova edice, 1940
- Dvě ženy. U urny v zámeckém pokoji: Vlasta Pitnerová. Přítelkyně básníka: Anna Pammrová. Mladá Boleslav: Hejda a Zbroj, 1942
- Kristina: rozhlasová hra – 1943[2]